# Danske mestre i atletik (mænd)
|  | Denne artikel eller sektion om sport er forældet eller ikke opdateret. Se artiklens diskussionsside eller historik. |

 For alternative betydninger, se Danske mestre i atletik. (Se også artikler, som begynder med Danske mestre i atletik)
Danske mestre i atletik (mænd) listen strækker sig fra 1960 til 2006. Det første danske mesterskab i atletik afvikledes i 1894, fra 1944 indførtes DM i atletik for kvinder. Fra 1953 og frem blev DM for mænd og kvinder afviklet sammen. 	

## 100 meter
- 1901  Ferdinand Petersen 11,8
- 1902  Johannes Gandil 12,2
- 1903  Harald Grønfeldt 10,8
- 1904  Harald Grønfeldt 11,4
- 1905  Axel Petersen  	11,4
- 1906  Axel Petersen  	11,8
- 1907  Axel Petersen  	11,0
- 1908  Axel Petersen  	11,4
- 1909  Kristian Gyldenstein 11,6
- 1910  Axel Petersen	11,4
- 1911  Kristian Gyldenstein 12,0
- 1912  Kristian Gyldenstein 11,8
- 1913  Kristian Gyldenstein 11,2
- 1914  Michael Hansen  11,8
- 1915  Michael Hansen  11,5
- 1916  Michael Hansen  11,2
- 1917  Svend Klint 	11,2
- 1918  Kai Mathiassen 	11,3
- 1919  Kaj Mathiassen 	11,2
- 1920  Poul Andersen 	10,9
- 1921  Johannes Brock 	11,0
- 1922  Johannes Brock 	11,0
- 1923  Marinus Sørensen 10,9
- 1924  Poul Schiang 	11,1
- 1925  Mogens Truelsen 11,4
- 1926  Leo Jørgensen 	11,0
- 1927  Leo Jørgensen 	11,0
- 1928  Aage Hansen 	11,1
- 1929  Leo Jørgensen 	11,1
- 1930  Leo Jørgensen 	10,9
- 1931  Leo Jørgensen 	11,1
- 1932  Leo Jørgensen 	11,2
- 1933  Leo Jørgensen 	10,8
- 1934  Leo Jørgensen 	10,9
- 1935  Kai Hartvig 	10,7
- 1936  Vagn Rasmussen 	10,9
- 1937  Vagn Rasmussen 	11,0
- 1938  Holger Hansen 	10,6
- 1939  Holger Hansen 	10,8
- 1940  Søren Nielsen 	11,0
- 1941  Søren Nielsen 	11,3
- 1942  Vagn Rasmussen 	11,0
- 1943  Ole Dorph-Jensen 11,0
- 1944  Ole Dorph-Jensen 11,3
- 1945  Arne Thisted 	11,3
- 1946  Arne Thisted 	11,1
- 1947  Svend Fallesen 	10,9
- 1948  Svend Fallesen 	10,9
- 1949  Knud Schibsbye 	10,8
- 1950  Knud Schibsbye 	10,9
- 1951  Knud Schibsbye 	11,0
- 1952  Knud Schibsbye 	10,9
- 1953  Jørgen Fengel 	11,1
- 1954  Jørgen Fengel 	11,0
- 1955  Jørgen Fengel 	11,0
- 1956  Richard Larsen 	10,9
- 1957  Richard Larsen 	10,9
- 1958  Peter Rasmussen10,7
- 1959  Freddy Jensen 	10,9
- 1960	Peter Rasmussen		10,9
- 1961	Erik Madsen		10,6
- 1962	Bent Jensen		10,7
- 1963	Ulrich Friborg		10,8
- 1964	Jørn Palsten		10,7
- 1965	Søren Viggo Petersen		10,7
- 1966	Søren Viggo Petersen		10,8
- 1967	Søren Viggo Petersen		10,9
- 1968	Søren Viggo Petersen		10,6
- 1969	Søren Viggo Petersen		10,9
- 1970	Søren Viggo Petersen		10,7
- 1971	Søren Viggo Petersen		10,7
- 1972	Søren Viggo Petersen		10,9
- 1973	Søren Viggo Petersen		10,8
- 1974	Søren Viggo Petersen		10,9
- 1975	Jens Smedegaard Hansen		10,74
- 1976	Ole Lysholt		11,01
- 1977	Jens Smedegaard Hansen		10,91
- 1978	Ole Lysholt	10,93
- 1979	Jens Smedegård Hansen		10,81
- 1980	Jens Smedegård Hansen 10,70
- 1981	Jens Smedegård Hansen		10,56
- 1982	Carl Emil Falbe Hansen 10,83
- 1983	Peter Regli		10,57
- 1984	Lars Pedersen		10,60
- 1985	Lars Pedersen		10,59
- 1986	Morten Kjems		10,48w
- 1987	Peter Regli		11,05
- 1988	Lars Pedersen		10,47
- 1989	Lars Pedersen		10,51
- 1990	Lars Pedersen		10,91
- 1991	Lars Pedersen		10,74
- 1992	Lars Pedersen		10,88
- 1993	Claus Hirsbro		10,51w
- 1994	Lars Pedersen		10,59w
- 1995	Christian Trajkovski10,84
- 1996	Claus Hirsbro		10,72
- 1997	Benjamin Hecht		10,74
- 1998	Benjamin Hecht		10,89
- 1999	Christian Trajkovski 10,96
- 2000	Christian Trajkovski 10,77
- 2001	Morten Jensen	10,74
- 2002	Morten Bjarne Jensen		10,69
- 2003	Morten Jensen		10,40
- 2004	Morten Jensen		10,76
- 2005	Morten Jensen		10,40w
- 2006	Morten Jensen		10,63
- 2007 Morten Jensen 10,89
- 2008 Martin Krabbe 10,78w
- 2009	Jesper Simonsen		10,64w

## 150 meter
- 1896 Ferdinand Petersen 17,8
- 1897 Ferdinand Petersen 17,5
- 1898 Ferdinand Petersen 17,4
- 1899 Ernst Schultz ?
- 1900 Harald Grønfeldt 18,2

## 200 meter
- 1960	Freddy Jensen		22,2 sekunder
- 1961	Jørn Palsten		21,3
- 1962	Bent Jensen		22,1
- 1963	Erik Madsen		22,0
- 1964	Jørn Palsten		21,8
- 1965	Søren Viggo Petersen		21,5
- 1966	Søren Viggo Petersen		22,1
- 1967	Jørgen Justesen		22,2
- 1968	Søren Viggo Petersen		21,8
- 1969	Søren Viggo Petersen		22,0
- 1970	Søren Viggo Petersen		21,9
- 1971	Søren Viggo Petersen		21,3
- 1972	Søren Viggo Petersen		22,2
- 1973	Søren Viggo Petersen		21,8
- 1974	Søren Viggo Petersen		22,2
- 1975	Jens Smedegaard Hansen		22,08
- 1976	Ole Lysholt		22,12
- 1977	Jens Smedegaard Hansen		21,60
- 1978	Frank Foli-Andersen		22,35
- 1979	Jens Smedegård Hansen		21,28
- 1980	Jens Smedegård Hansen 21,99
- 1981	Jesper Carlsen		21,71w
- 1982	Carl Emil Falbe Hansen 22,24
- 1983	Lars Pedersen		21,44
- 1984	Peter Regli		21,49
- 1985	Lars Pedersen		21,41
- 1986	Lars Pedersen		21,57
- 1987	Morten Kjems		21,67
- 1988	Lars Pedersen		21,29
- 1989	Lars Pedersen		21,85
- 1990	Niels-Ole Lindberg		21,51
- 1991	Lars Pedersen		21,72w
- 1992	Lars Pedersen		21,75
- 1993	Lars Pedersen		21,24
- 1994	Lars Pedersen		21,73
- 1995	Claus Hirsbro		20,95
- 1996	Claus Hirsbro		21,09
- 1997	Christian Trajkovski		21,43
- 1998	Thomas Grønnemark		21,55
- 1999	Christian Trajkovski		21,79
- 2000	Christian Birk		21,37
- 2001	Christian Birk		21,44
- 2002	Morten Jensen		21,30
- 2003	Mads Bangsø		21,88
- 2004	Morten Jensen		21,18
- 2005	Mads Bangsø		21,89
- 2006	Morten Jensen		21,52
- 2007 Morten Jensen 21,12
- 2008 Morten Jensen 20,81w

## 400 meter
- 1960	Preben Kristensen		50,3 sekunder
- 1961	Kurt Jacobsen		49,9
- 1962	Jens Erik Nielsen		49,4
- 1963	Mogens Sauer Larsen		49,0
- 1964	John Jensen		49,0
- 1965	Tommi Larsen		48,9
- 1966	Henning Hansen		49,1
- 1967	Jørgen Justesen		48,4
- 1968	Jørgen Justesen		49,3
- 1969	Tom Marqvertsen		49,6
- 1970	Tom Marqvertsen		48,5
- 1971	Tom Marqvertsen		48,6
- 1972	Frank Foli-Andersen		47,9
- 1973	Frank Foli-Andersen		48,2
- 1974	Arne Jonsson		48,2
- 1975	Mogens de Linde		48,06
- 1976	Lars Ingemann		48,43
- 1977	Mogens de Linde		47,80
- 1978	René Christophersen		49,07
- 1979	Jens Smedegaard Hansen	47,70
- 1980	Jens Smedegård Hansen 48,82
- 1981	Frank Foli-Andersen		48,67
- 1982	Frank Foli Andersen 48,70
- 1983	Jesper Carlsen		47,34
- 1984	Jesper Carlsen		47,47
- 1985	Jesper Carlsen		47,99
- 1986	Jesper Carlsen		47,67
- 1987	Jesper Carlsen		47,99
- 1988	Niels-Ole Lindberg		47,71
- 1989	Niels-Ole Lindberg		47,27
- 1990	Niels-Ole Lindberg		47,17
- 1991	Lars Pedersen		48,44
- 1992	Preben Hansen		48,99
- 1993	Niels-Ole Lindberg		49,68
- 1994	Oral Shaw		47,73
- 1995	Peter Voigt		47,7
- 1996	Peter Voigt		47,53
- 1997	Oral Shaw		48,61
- 1998	Thomas Grønnemark		48,35
- 1999	Christian Birk		49,04
- 2000	Christian Birk		47,03
- 2001	Christian Birk		46,97
- 2002	Christian Birk		46,83
- 2003	Christian Birk		46,82
- 2004	Christian Birk		47,43
- 2005	Steffen Jørgensen		48,03
- 2006	Andreas Bube		48,24
- 2007 Nicklas Hyde 46,99
- 2008 Nicklas Hyde 47,25

## 800 meter
- 1960	Arne Jensen		1:53,5 minutter
- 1961	Kurt Christiansen		1:55,5
- 1962	Egon Nielsen		1:52,0
- 1963	Egon Nielsen		1:53,2
- 1964	Egon Nielsen		1:52,6
- 1965	Preben Glue		1:50,6
- 1966	Preben Glue		1:52,4
- 1967	Preben Glue		1:48,8
- 1968	Gerd Larsen		1:51,4
- 1969	Tom Birger Hansen		1:52,6
- 1970	Gerd Larsen		1:50,2
- 1971	Gerd Larsen		1:52,0
- 1972	Tom Birger Hansen		1:51,8
- 1973	Sven-Erik Nielsen		1:50,7
- 1974	Sven-Erik Nielsen		1:47,1
- 1975	Sven-Erik Nielsen		1:51,9a
- 1976	Sven-Erik Nielsen		1:52,0a
- 1977	Tom Birger Hansen		1:50,9a
- 1978	Tom Birger Hansen		1:51,85
- 1979	Ruben Sørensen		1:49,9a
- 1980	Kim Nielsen 1,52,1
- 1981	Hans Christian Jensen		1:51,7
- 1982	Jens Østengaard 1,50,90
- 1983	Hans Christian Jensen		1:51,0
- 1984	Hans Christian Jensen		1:48,88
- 1985	Jens Østengård		1:51,75
- 1986	Mogens Guldberg		1:49,01
- 1987	Lars Bøgh		1:48,61
- 1988	Mogens Guldberg		1:48,68
- 1989	Mogens Guldberg		1:51,24
- 1990	Mogens Guldberg		1:52,32
- 1991	Lars Bøgh		1:52,61
- 1992	Jakob Møller Jensen		1:54,66
- 1993	 Wilson Kipketer 		1:48,15
- 1994	 Wilson Kipketer 		1:48,00
- 1995	Robert Kiplagat Andersen		1:50,99
- 1996	Jakob Revsbech		1:57,16
- 1997	Paw Nielsen		1:51,74
- 1998	Jacob Juul Gliese		1:51,83
- 1999	Paw Nielsen		1:58,27
- 2000	Paw Nielsen		1:50,85
- 2001  Jeppe Thomsen		1:51,73
- 2002	Jeppe Thomsen		1:53,21
- 2003	Klint Wescom		1:53,34
- 2004	Jeppe Thomsen		1:56,65
- 2005	Eddie Andersen		1:56,69
- 2006	Jacob Carstensen		1:52,23
- 2007  Jacob Carstensen 1:52,49

## 1500 meter
- 1960	Walther Bruun Jensen	3:55,6 minutter
- 1961	Walther Bruun Jensen		3:55,1
- 1962	Egon Nielsen		4:01,8
- 1963	Ole Steen Mortensen		3:54,7
- 1964	Jørgen Dam		3:53,2
- 1965	Egon Nielsen		3:56,4
- 1966	Ole Steen Mortensen		3:54,6
- 1967	Preben Glue		3:49,6
- 1968	Tom Birger Hansen		3:51,7
- 1969	Tom Birger Hansen		3:57,4
- 1970	Tom Birger Hansen		3:42,5
- 1971	Gerd Larsen		3:44,1
- 1972	Tom Birger Hansen		3:44,4
- 1973	Tom Birger Hansen		3:44,0
- 1974	Tom Birger Hansen		3:44,0
- 1975	Ruben Sørensen		3:42,4a
- 1976	Ruben Sørensen		3:47,6a
- 1977	Tom Birger Hansen		3:45,3a
- 1978	Tom Birger Hansen		3:48,6
- 1979	Ruben Sørensen		3:43,1a
- 1980	Bo Nytofte 		3:49,8
- 1981	Henning Brandt		3:45,8
- 1982	Niels Kim Hjorth 		3:46,33
- 1983	Niels Kim Hjorth		3:41,11
- 1984	Mogens Guldberg		3:48,34
- 1985	Mogens Guldberg		3:47,57
- 1986	Niels Kim Hjorth		3:45,6
- 1987	Lars Bøgh		3:53,48
- 1988	Lars Bøgh		3:50,82
- 1989	Jens Østengård		3:52,11
- 1990	Lars Bøgh		3:50,50
- 1991	Lars Bang Nielsen		3:54,02
- 1992	Rasmus Steentoft		3:52,11
- 1993	 Robert Kiplagat 		3:48,10
- 1994	Robert Kiplagat 		3:50,64
- 1995	Robert Kiplagat Andersen		3:47,6
- 1996	Robert Kiplagat Andersen		3:50,9
- 1997	Robert Kiplagat Andersen		3:47,65
- 1998	Carsten Jørgensen		3:48,94
- 1999	Paw Nielsen		3:47,36
- 2000	Paw Nielsen		3:43,42
- 2001	Paw Nielsen		3:48,76
- 2002	Jeppe Thomsen		3:51,87
- 2003	Robert Kiplagat Andersen		3:48,51
- 2004	Robert Kiplagat Andersen		3:48,51
- 2005	Mikkel Kleis		3:55,43
- 2006	Søren Molbech		3:53,49
- 2007  Alladin Bouhania 3:54,60

## 5000 meter
- 1960	Thyge Thøgersen		14:36,1 minutter
- 1961	Niels Nielsen	14:35,0
- 1962	Thyge Thøgersen		14:45,4
- 1963	Finn Toftegård		14:58,0
- 1964	Jørgen Dam		14:27,2
- 1965	Claus Børsen		14:33,8
- 1966	Jørgen Jensen	14:44,6
- 1967	Steen Svejdahl		14:34,6
- 1968	Jørn Lauenborg		14:38,0
- 1969	Jørn Lauenborg		14:34,4
- 1970	Jørn Lauenborg		14:30,6
- 1971	Gert Kærlin		14:19,8
- 1972	Gert Kærlin		14:38,2
- 1973	Gert Kærlin		14:17,4
- 1974	Gert Kærlin		14:09,8
- 1975	Gert Kærlin		14:18,6a
- 1976	Gert Kærlin		14:24,4a
- 1977	Bo Nytofte		14:13,9a
- 1978	Jørn Lauenborg		14:19,21
- 1979	Bo Nytofte		14:10,6a
- 1980	Allan Zachariasen 		14:01,8
- 1981	Allan Zachariasen		14:07,0
- 1982	Allan Zachariasen 		14:08,76
- 1983	Ole Hansen 14:22,57
- 1984	Keld Johnsen		14:09,50
- 1985	Henrik Jørgensen		13:52,32
- 1986	Allan Zachariasen		13:53,10
- 1987	Flemming Jensen 13:58,92
- 1988	Allan Zachariasen		14:01,06
- 1989	Stig Nørregaard		14:04,05
- 1990	Klaus Hansen		14:10,28
- 1991	Henrik Jørgensen		14:18,61
- 1992	Lars Bang Nielsen		14:19,53
- 1993	Klaus Hansen		13:57,60
- 1994	Klaus Hansen		14:30,85
- 1995	Mogens Guldberg		14:09,7
- 1996	Klaus Hansen		14:25,58
- 1997	Dennis Jensen		14:08,67
- 1998	Dennis Jensen		14:02,90
- 1999	Dennis Jensen		14:11,12
- 2000	Dennis Jensen		13:57,15
- 2001	Dennis Jensen		13:45,57
- 2002	Dennis Jensen		14:11,99
- 2003	Dennis Jensen		13:59,07
- 2004	Robert Kiplagat Andersen		14:20,36
- 2005	Flemming Bjerre		14:47,03
- 2006	Flemming Bjerre		14:32,58
- 2007  Jesper Faurschou 14:35,18

## 10.000 meter
- 1960	Thyge Thøgersen		30:42,8 minutter
- 1961	Thyge Thøgersen		30:35,8
- 1962	Thyge Thøgersen		30:41,2
- 1963	Thyge Thøgersen		30:48,4
- 1964	Thyge Thøgersen		30:29,4
- 1965	Rudolf Thalund		30:24,0
- 1966	Steen Svejdahl		30:54,6
- 1967	Sigfred Kristensen		30:29,4
- 1968	Sigfred Kristensen		30:36,8
- 1969	Jørn Lauenborg		30:39,0
- 1970	Flemming Kempel		29:51,2
- 1971	Harry Munksgård		29:49,0
- 1972	Jørn Lauenborg		29:57,0
- 1973	Jørgen Jensen 30:21,2
- 1974	Jørn Lauenborg		29:40,2
- 1975	Arne Stigsen		31:08,8a
- 1976	Karl Åge Søltoft		30:06,0a
- 1977	Jørn Lauenborg		29:45,3a
- 1978	Jørn Lauenborg		30:22,1
- 1979	Karsten Hald Nielsen		29:35,7a
- 1980	Henrik Jørgensen		29:00,3
- 1981	Allan Zachariasen		29:35,6
- 1982	Henrik Jørgensen 		28:33,91
- 1983	Henrik Jørgensen 		29:27,5
- 1984	Ole Hansen 29:27,8
- 1985	Flemming Jensen		30:06,2
- 1986	Keld Johnsen		28:59,9
- 1987	Ole Hansen		29:26,11
- 1988	Henrik Jørgensen		29:05,90
- 1989	Jan Brask Ikov		29:28,16
- 1990	John Christiansen		28:58,1
- 1991	Flemming Jensen		28:58,87
- 1992	Peder Troldborg		29:17,0
- 1993	Klaus Hansen		29:28,18
- 1994	Klaus Hansen		29:08,0
- 1995	Carsten Jørgensen		28:55,20
- 1996	Johnny Møller		30:31,2
- 1997	Klaus Hansen		29:48,38
- 1998	Kåre Sørensen		29:48,33
- 1999	Ulrik Bohnsen		30:49,53
- 2000	Klaus Hansen		29:20,30
- 2001	Ismail Abdi		30:08,05
- 2002	Ismail Abdi		29:57,77
- 2003	Claus Bugge Hansen		29:16,63
- 2004	Christian Olsen		29:30,09
- 2005	Christian Olsen		28:48,54
- 2006	Jesper Faurschou		30:10,12
- 2007  Jesper Faurschou                29:50,19

## Maraton
- 1960	Egon Nielsen		02:53:17 timer
- 1961	Verner Johansen		02:51:02
- 1962	Thyge Thøgersen		02:32:15
- 1963	Svend Carlsen		02:40:26
- 1964	Georg Olsen		02:34:08
- 1965	Bent Reno Larsen		02:31:52
- 1966	Thyge Thøgersen		02:29:15
- 1967	Georg Olsen		02:35:55
- 1968	Thyge Thøgersen		02:34:20
- 1969	Rudolf Thalund		02:37:16
- 1970	Mogens Findal		02:29:40
- 1971	Mogens Findal		02:24:41
- 1972	Mogens Findal		02:21:52
- 1973	Jørgen Jensen	02:27:17
- 1974	Jørgen Jensen		02:20:38
- 1975	Jørgen Jensen		02:23:58
- 1976	Jørgen Jensen		02:24:45
- 1977	Arne Stigsen		02:21:30
- 1978	Jørgen Hein		02:20:11
- 1979	Bjarne Brøndum		02:21:31
- 1980	Jørn Lauenborg		02:13:45
- 1981	Svend Erik Kristensen		02:25:38
- 1982	Jørn Lauenborg		02:19:00
- 1983	John Skovbjerg		02:22:57
- 1984	Keld Johnsen		02:18:08
- 1985	Christian Wolfsberg		02:19:30
- 1986	Svend Erik Kristensen		02:15:04
- 1987	Palle Redder Madsen		02:21:06
- 1988	Jens Wørzner		02:21:04
- 1989	Peter Nordsmark		02:23:39
- 1990	Svend Erik Kristensen		02:25:02
- 1991	Svend Erik Kristensen		02:23:20
- 1992	Helge Gommesen		02:21:48
- 1993	Niels Kristian Vejen		02:28:42
- 1994	Palle Redder Madsen		02:20:25
- 1995	Kent Jensen		02:20:27
- 1996	Palle Redder Madsen		02:24:43
- 1997	Søren Rasmussen		02:21:28
- 1998	Christian Wolfsberg		02:25:02
- 1999	Torben Møller Nielsen		02:24:20
- 2000	Torben Juul Nielsen		02:27:46
- 2001	Torben Juul Nielsen		02:20:03
- 2002	Torben Juul Nielsen		02:21:35
- 2003	Jørgen Gamborg		02:23:20
- 2004	Torben Juul Nielsen		02:18:53
- 2005	Søren Palshøj		02:23:53
- 2006	Torben Juul Nielsen		02:24:08
- 2007   Søren Palshøj           02:22:01
- 2008➞Martin Parkhøi➞➞02:24:57
- 2009   Brian Arreborg Hansen 2:26:19
- 2010  Mikkel Kleis  2:22:29

## 3000 meter forhindring
- 1960	Bjarne Pedersen		9:14,4 minutter
- 1961	Bjarne Pedersen		9:05,2
- 1962	Finn Toftegård		9:16,2
- 1963	Niels Nielsen	9:10,0
- 1964	Finn Toftegård		8:55,8
- 1965	Claus Børsen		9:02,2
- 1966	Niels Nielsen		9:08,2
- 1967	Wigmar Pedersen		9:01,0
- 1968	Wigmar Pedersen		9:13,0
- 1969	Wigmar Pedersen		9:10,6
- 1970	Wigmar Pedersen		8:57,6
- 1971	Wigmar Pedersen		8:42,0
- 1972	Wigmar Pedersen		8:49,0
- 1973	Karl Åge Søltoft		8:54,6
- 1974	Karl Åge Søltoft		9:02,6
- 1975	Karsten Hald Nielsen		8:55,6a
- 1976	Karsten Hald Nielsen		8:53,11
- 1977	Karsten Hald Nielsen		8:49,4a
- 1978	Karsten Hald Nielsen		8:50,7
- 1979	Karsten Hald Nielsen		8:56,7a
- 1980	Allan Zachariasen 		8:48,6
- 1981	Allan Zachariasen		8:49,3
- 1982	Allan Zachariasen 		8:49,9
- 1983	Allan Zachariasen		8:35,6
- 1984	Flemming Jensen		8:42,82
- 1985	Flemming Jensen		8:54,92
- 1986	Allan Zachariasen		8:49,18
- 1987	Søren Munch		8:57,75
- 1988	Peder Troldborg		8:53,72
- 1989	Peder Troldborg		9:00,76
- 1990	Poul Grenå		8:54,57
- 1991	Peder Troldborg		8:50,55
- 1992	Poul Grenå		8:54,51
- 1993	Kåre Sørensen		8:51,73
- 1994	Kåre Sørensen		8:52,24
- 1995	Kåre Sørensen		8:50,87
- 1996	Poul Grenå		9:05,89
- 1997	Morten Tjalve		9:03,28
- 1998	Mads Madsen		9:17,34
- 1999	Mads Madsen		8:56,98
- 2000	Jakob Jensen		8:58,79
- 2001	Morten Tjalve		9:12,67
- 2002	Morten Tjalve		9:05,41
- 2003	Morten Tjalve		9:07,50
- 2004	Morten Tjalve		8:57,25
- 2005	Morten Tjalve		9:22,49
- 2006	Benjamin Wolters		9:17,77
- 2007  Stephan Alex Jensen 9:27,80

## 110 meter hækkeløb
- 1960	Steen Bay Jørgensen		15,6 sekunder
- 1961	Erik Blem		15,3
- 1962	Flemming Nielsen		15,3
- 1963	Flemming Nielsen		14,7
- 1964	Ernst Ecks		15,0
- 1965	Ernst Ecks		14,9
- 1966	Ernst Ecks		15,0
- 1967	Steen Smidt-Jensen		14,8
- 1968	Steen Smidt-Jensen		14,8
- 1969	Steen Petersen		14,4
- 1970	Steen Smidt-Jensen		14,2
- 1971	Jesper Tørring		14,3
- 1972	Steen Smidt-Jensen		14,1
- 1973	Jesper Tørring		14,2
- 1974	Jesper Tørring		14,1
- 1975	Jesper Tørring		14,1w
- 1976	Jesper Tørring		14,4
- 1977	Jesper Tørring		14,43
- 1978	Karl Anker Jørgensen		14,72
- 1979	Karl Anker Jørgensen		14,5
- 1980	Karl Anker Jørgensen 		14,67
- 1981	Tommy Jensen		14,3
- 1982	Erik Sidenius Jensen 	14,6
- 1983	Erik Sidenius Jensen 		14,25
- 1984	Tommy Jensen		14,40w
- 1985	Erik Sidenius Jensen 		14,56
- 1986	Erik Sidenius Jensen 		14,17w
- 1987	Erik Sidenius Jensen 		14,61
- 1988	Erik Sidenius Jensen 		13,83
- 1989	Lars Warming		14,85
- 1990	Erik Sidenius Jensen 		14,33
- 1991	 Jacek Zerzut		14,21
- 1992	Henrik Damgård		14,59
- 1993	 Bogdan Deoniziak		14,40
- 1994	Bogdan Deoniziak		14,34w
- 1995	Claus Hirsbro		14,37
- 1996	Anders Sækmose		15,13
- 1997	Henrik Nielsen		14,28
- 1998	Henrik Nielsen		14,94
- 1999	Anders Sækmose		14,55
- 2000	Anders Sækmose		14,42
- 2001	Anders Sækmose		14,36
- 2002	Anders Sækmose		14,68
- 2003	Anders Sækmose		14,87
- 2004	Thomas Flensborg Madsen		15,11
- 2005	Thomas Flensborg Madsen		15,05
- 2006	Jon Yde Bentsen		14,87
- 2007  Jon Yde Bentsen         14,41
- 2009 Andreas Mortensen 14,18
- 2010  Jeppe Lysemose 14,43
- 2011  Jeppe Lysemose 14,93

## 400 meter hækkeløb
- 1960	Preben Kristensen		56,2 sekunder
- 1961	Preben Kristensen		55,4
- 1962	Preben Kristensen		54,2
- 1963	Preben Kristensen		55,0
- 1964	Henning Hansen		53,7
- 1965	Jens Erik Nielsen		52,8
- 1966	Jørgen Lond		54,0
- 1967	Ivan Hansen		53,1
- 1968	Ivan Hansen		53,4
- 1969	Ejvind Thorup Nielsen		53,9
- 1970	Erik Jarlnæs		53,1
- 1971	Erik Jarlnæs		53,0
- 1972	Erik Jarlnæs		52,8
- 1973	Lars Ingemann		53,2
- 1974	Lars Ingemann		53,3
- 1975	Lars Ingemann		52,81
- 1976	Lars Ingemann		51,48
- 1977	Lars Ingemann		51,99
- 1978	Jesper Have		54,95
- 1979	Jesper Have		53,42
- 1980	Jesper Have	        52,1
- 1981	Jesper Have		52,15
- 1982	Tommy Jensen 52,98
- 1983	Tommy Jensen		51,90
- 1984	Jørgen Troest		52,60
- 1985	Jørgen Troest		53,39
- 1986	Martin Laursen		53,44
- 1987	Martin Laursen		53,15
- 1988	Kristian Strømgård		53,07
- 1989	Claus Hirsbro		51,99
- 1990	 Bogdan Deoniziak 	51,99
- 1991	Kristian Strømgård		52,31
- 1992	Per Michelsen		53,60
- 1993	 Bogdan Deoniziak		52,19
- 1994	Poul Gundersen		52,64
- 1995	Per Michelsen		53,07
- 1996	Per Michelsen		52,62
- 1997	Henrik Vincentsen		52,75
- 1998	Mads Mikkelsen		53,04
- 1999	Henrik Vincentsen		52,96
- 2000	Henrik Vincentsen		52,82
- 2001	Søren Bank		52,58
- 2002	Olau Thomassen		52,27
- 2003	Henrik Vincentsen		53,12
- 2004	Henrik Vincentsen		52,31
- 2005	Andreas Bube		52,90
- 2006	Andreas Bube		53,40
- 2007  Andreas Bube            52,41
- 2008
- 2009  Thomas Cortebeeck       53,86

## Højdespring
- 1901  	 Knut K. Stamsø 	1,58 meter
- 1902  	 Otto Haug   	1,52
- 1903  	 Halfdan Bjølgerud   	1,52
- 1904  	 Halfdan Bjølgerud 	1,70
- 1905  	 Halfdan Bjølgerud 	1,705
- 1906  	 H. Warendorff 	1,60
- 1907  	Frederik Jensen 	1,65
- 1908  	Harald Agger 	1,65
- 1909  	Svend Langkjær 	1,79
- 1910  	Svend Langkjær 	1,72
- 1911  	Harald Agger 	1,71
- 1912  	Svend Langkjær 	1,75
- 1913  	Ernst Heuser 	1,745
- 1914  	Ernst Heuser 	1,68
- 1915  	Henri Thorsen 	1,70
- 1916  	Ernst Heuser 	1,75
- 1917  	Henri Thorsen 	1,70
- 1918  	Henri Thorsen 	1,72
- 1919  	Henri Thorsen 	1,75
- 1920  	Villie Gordon Hessen Schmidt 	1,75
- 1921  	William Douglas 	1,75
- 1922  	Svend Mogensen 	1,78
- 1923  	Villie Gordon Hessen-Schmidt	1,75
- 1924  	Villie Gordon Hessen-Schmidt	1,70
- 1925  	Richard Kristensen 	1,80
- 1926  	Aage Nielsen 	1,80
- 1927  	Carl Gravesen 	1,75
- 1928  	Charles Jensen 	1,75
- 1929  	Verner Petersen 	1,75
- 1930  	Richard Kristensen 	1,81
- 1931  	Richard Kristensen 	1,81
- 1932  	Richard Kristensen 	1,79
- 1933  	Ingvard Andersen 	1,80
- 1934  	Ingvard Andersen 	1,80
- 1935  	Poul Otto 	1,90
- 1936  	Svend Aage Thomsen 	1,85
- 1937  	Poul Otto 	1,85
- 1938  	Ernst Larsen 	1,80
- 1939  	Svend Aage Thomsen 	1,80
- 1940  	Poul Otto 	1,88
- 1941  	Preben Larsen 	1,82
- 1942  	Poul Otto 	1,88
- 1943  	Ivar Vind 	1,85
- 1944  	Preben Larsen 	1,85
- 1945  	Ivar Vind 	1,85
- 1946  	Ivar Vind 	1,92
- 1947  	Ivar Vind 	1,90
- 1948  	John F. Hansen 	1,85
- 1949  	John F. Hansen 	1,85
- 1950  	John F. Hansen 	1,80
- 1951  	Poul Neble Jensen 	1,85
- 1952  	Erik Nissen 	1,80
- 1953  	Erik Nissen 	1,85
- 1954  	Niels Breum 	1,80
- 1955  	Niels Breum 	1,80
- 1956  	Jørn Dørig 	1,86
- 1957  	Jørn Dørig 	1,83
- 1958  	Niels Breum 	1,80
- 1959  	Jan Magnussen		1,85
- 1960	Jan Magnussen	1,80
- 1961	Ole Papsøe		1,93
- 1962	Sven Breum		2,00
- 1963	Sven Breum		2,06
- 1964	Sven Breum		1,98
- 1965	Benny Andreasson		1,98
- 1966	Sven Breum		2,01
- 1967	Sven Breum		2,09
- 1968	Steen Smidt-Jensen		2,04
- 1969	Sven Breum		2,06
- 1970	Sven Breum		2,03
- 1971	Sven Breum		2,06
- 1972	Jesper Tørring		2,06
- 1973	Jesper Tørring		2,15
- 1974	Steen Enrico Andersen		1,95
- 1975	Jesper Tørring		2,01
- 1976	Jesper Tørring		2,06
- 1977	Jesper Tørring		2,03
- 1978	Jesper Tørring		2,06
- 1979	Jesper Tørring		2,08
- 1980	Jesper Tørring 		2,09
- 1981	Leon Axen		2,15
- 1982	Flemming Vejsnæs		2,09
- 1983	René Tyranski Nielsen		2,17
- 1984	René Tyranski Nielsen		2,09
- 1985	Stig Oxholm		2,10
- 1986	René Tyranski Nielsen		2,10
- 1987	Lars Bach Jensen		2,12
- 1988	Michael Mikkelsen		2,16
- 1989	Michael Mikkelsen		2,15
- 1990	Michael Mikkelsen		2,21
- 1991	Michael Mikkelsen		2,09
- 1992	Michael Mikkelsen		2,09
- 1993	Lars Werge Andersen		2,12
- 1994	Michael Mikkelsen		2,09
- 1995	Lars Werge Andersen		2,09
- 1996	Michael Mikkelsen		2,09
- 1997	Michael Mikkelsen		2,06
- 1998	Anders Møller		2,03
- 1999	Michael Odgaard		2,07
- 2000	Christoffer Holst		2,06
- 2001	Anders Møller		2,02
- 2002	Jens Møller Boeriis		2,07
- 2003	Anders Black		2,05
- 2004	Anders Black		2,06
- 2005	Anders Black		2,06
- 2006	Jens Møller Boeriis		2,05
- 2007  Jens Møller Boeriis             2,06
- 2008  Julius Rahbek Andersen       2,12
- 2009  Janick Klausen                   2,10
- 2010 Janick Klausen 2,11
- 2011 Charles Kamau 2,00
- 2012 Charles Kamau 2,03
- 2013 Andreas Jeppesen 2,09
- 2014 Andreas Jeppesen 2,06
- 2015 Jonas Kløjgård Jensen 2,13
- 2016 Janick Klausen 2,22
- 2017 Jonas Kløjgård Jensen 2,10
- 2018 Jonas Kløjgård Jensen 2,15
- 2019 Janick Klausen 2,20
- 2020 Mads Moos Larsen 2,05
- 2021 Mads Moos Larsen 2,11
- 2022 Mads Moos Larsen 1,97

## Stangspring
- 1960	Bjørn Andersen		4,35 meter
- 1961	Richard Larsen		4,00
- 1962	Jørgen Jensen		4,00
- 1963	Richard Larsen		3,90
- 1964	Jørgen Jensen		4,05
- 1965	Jørgen Jensen		4,21
- 1966	Steen Smidt-Jensen		4,50
- 1967	Steen Smidt-Jensen		4,50
- 1968	Steen Smidt-Jensen		4,90
- 1969	Flemming Johansen		4,60
- 1970	Flemming Johansen		4,80
- 1971	Flemming Johansen		4,70
- 1972	Flemming Johansen		4,90
- 1973	Flemming Johansen		4,90
- 1974	Flemming Johansen		4,80
- 1975	Peter "Fut" Jensen		4,60
- 1976	Flemming Johansen		4,60
- 1977	Peter "Fut" Jensen		4,70
- 1978	Peter "Fut" Jensen		5,00
- 1979	Peter "Fut" Jensen		5,05
- 1980	Peter "Fut" Jensen		5,00
- 1981	Peter "Fut" Jensen		4,80
- 1982  Carsten Lange 4,80
- 1983	Carsten Lange		5,05
- 1984	Carsten Lange		5,00
- 1985	Peter "Fut" Jensen		5,00
- 1986	Martin Lind		5,00
- 1987	Anker Thomsen		5,00
- 1988	Kenneth Kapsch		5,00
- 1989	Kenneth Kapsch		5,15
- 1990	Martin Voss		5,00
- 1991	Martin Voss		5,30
- 1992	Martin Voss		5,10
- 1993	Martin Voss		5,40
- 1994	Martin Voss		5,30
- 1995	Martin Voss		5,40
- 1996	Martin Voss		4,90
- 1997	Martin Voss		5,70
- 1998	Martin Voss		5,20
- 1999	Martin Voss		5,20
- 2000	Martin Voss		5,40
- 2001	Piotr Buciarski      5,21
- 2002	Piotr Buciarski		5,20
- 2003	Piotr Buciarski		5,40
- 2004	Piotr Buciarski		5,55
- 2005	Lars Haukohl		4,55
- 2006	Piotr Buciarski		5,20
- 2007  Martin Stensvig      4,35
- 2008  Rasmus W. Jørgensen  5,15

## Længdespring
- 1960	Bjørn Andersen		6,94 meter
- 1961	Richard Larsen	7,01
- 1962	Jens Pedersen		7,06
- 1963	Jens Pedersen		7,15
- 1964	Jens Pedersen		7,14
- 1965	Jens Pedersen		7,41
- 1966	Jens Pedersen		7,33
- 1967	Jens Pedersen		7,33
- 1968	Jens Pedersen		7,42
- 1969	Jesper Tørring	7,31w
- 1970	Jesper Tørring		7,56w
- 1971	Jesper Tørring		7,45w
- 1972	Jesper Tørring		7,39
- 1973	Jesper Tørring		7,60w
- 1974	Jesper Tørring		7,49
- 1975	Jesper Tørring		7,38
- 1976	Jesper Tørring		7,65w
- 1977	Jesper Tørring		7,22
- 1978	Karsten Kærgård		7,28
- 1979	Max Eriksen		7,10
- 1980	Max Eriksen 		7,26
- 1981	Peder Dalby		7,42
- 1982	Mikkel Sørensen		7,21
- 1983	Frank Nielsen		7,06
- 1984	Carl Emil Falbe Hansen		7,18w
- 1985	Lars Hummel		7,27
- 1986	Lars Warming	7,33w
- 1987	Mikkel Sørensen		7,44w
- 1988	Finn Nielsen		7,22
- 1989	Lars Warming		7,41
- 1990	Jakob Larsen		7,09
- 1991	Mikkel Mortensen	7,34
- 1992	Michael Skifter Andersen		7,24
- 1993	Michael Skifter Andersen		7,28
- 1994	Bent Jakobsen		7,52w
- 1995	Jesper Riege		7,37
- 1996	Jesper Aabo		7,62w
- 1997	Jesper Riege		7,36
- 1998	John Steffen		7,15
- 1999	Jesper Aabo		7,39
- 2000	Jesper Aabo		7,47
- 2001	Piotr Buciarski		7,71
- 2002	Piotr Buciarski		7,60
- 2003	Jesper Aabo		7,27
- 2004	Morten Jensen		8,03
- 2005	Morten Jensen		7,80w
- 2006	Morten Jensen		7,98
- 2007  Morten Jensen           7,71

## Trespring
- 1960	Steen Bay Jørgensen		14,50 meter
- 1961	Robert Lindholm		15,04
- 1962	Steen Bay Jørgensen		14,80
- 1963	Hans Jørgen Bøtker		14,72
- 1964	Claus Julius		14,60
- 1965	Hans Jørgen Bøtker		14,61
- 1966	Hans Jørgen Bøtker		14,54
- 1967	Robert Lindholm		14,62
- 1968	Steen Bay Jørgensen		14,72
- 1969	John Andersen		14,41
- 1970	John Andersen		14,73
- 1971	John Andersen		14,76
- 1972	John Andersen		14,65
- 1973	Svend Oluf Schinck		15,05
- 1974	John Andersen		14,86
- 1975	John Andersen		14,77
- 1976	John Andersen		14,89
- 1977	Torben Østerå		14,31
- 1978	Claus Rosengård		14,54
- 1979	Henry Knudsen		15,18
- 1980	Poul Højbjerg 		14,37
- 1981	Peder Dalby		15,76
- 1982	Henry Knudsen		15,63
- 1983	Henry Knudsen		15,55
- 1984	Niels Gejl		14,80
- 1985	Niels Gejl		14,93
- 1986	René Dålfogt		14,49
- 1987	René Dålfogt		14,62
- 1988	Kenneth Kapsch		14,92
- 1989	Kenneth Kapsch		15,44
- 1990	Peder Dalby		15,47
- 1991	Peder Dalby		15,66
- 1992	Gjerlev Laursen		15,18
- 1993	Karsten Nielsen		14,97w
- 1994	Gjerlev Laursen		15,82w
- 1995	Gjerlev Laursen		15,74
- 1996	Jesper Riege		15,65w
- 1997	Jesper Riege		15,83
- 1998	Jesper Riege		15,46
- 1999	Jesper Riege		15,29
- 2000	Jesper Riege		15,99
- 2001	Anders Møller		15,60
- 2002	Anders Møller		15,73
- 2003	Anders Møller		15,74w
- 2004	Anders Møller		15,58
- 2005	Thomas Flensborg Madsen		15,79
- 2006	Anders Møller		15,49
- 2007  Anders Møller            16,33
- 2008  Anders Møller            15,43
- 2009  Peder Nielsen        15,65

## Kuglestød
- 1960	Bent Laursen		14,06 meter
- 1961	Aksel Thorsager		15,69
- 1962	Aksel Thorsager		17,14
- 1963	Jørgen Tambour		15,02
- 1964	Benny Pedersen		15,17
- 1965	Benny Pedersen		14,71
- 1966	Benny Pedersen		15,92
- 1967	Benny Pedersen		15,23
- 1968	Benny Pedersen		16,48
- 1969	Benny Pedersen		16,32
- 1970	Ole Lindskjold		16,58
- 1971	Jan Thisted		16,58
- 1972	Ole Lindskjold		16,81
- 1973	Ole Lindskjold		18,37
- 1974	Ole Lindskjold		19,22
- 1975	Michael Henningsen		17,82
- 1976	Ole Lindskjold		17,55
- 1977	Michael Henningsen		16,82
- 1978	Michael Henningsen		16,57
- 1979	Michael Henningsen		16,95
- 1980	Michael Henningsen		16,04
- 1981	Michael Henningsen		16,92
- 1982	Michael Henningsen		16,91
- 1983	Michael Henningsen		16,56
- 1984	Michael Henningsen		16,33
- 1985	Michael Henningsen		16,24
- 1986	Michael Henningsen		16,28
- 1987	Jan Anders Sørensen		16,45
- 1988	Klaus Jacob Jensen		16,32
- 1989	Jan Anders Sørensen		16,16
- 1990	Jan Anders Sørensen		16,03
- 1991	Jørgen Halkjær		15,52
- 1992	Jan Anders Sørensen		16,85
- 1993	Jan Anders Sørensen		16,91
- 1994	Jan Anders Sørensen		16,12
- 1995	Jan Cordius		17,03
- 1996	Jan Anders Sørensen		15,70
- 1997	Joachim B. Olsen		17,11
- 1998	Joachim B. Olsen		18,40
- 1999	Joachim B. Olsen		19,02
- 2000	Joachim B. Olsen		20,88
- 2001	Joachim B. Olsen		20,41
- 2002	Joachim B. Olsen		21,00
- 2003	Joachim B. Olsen		20,85
- 2004	Michael Johansen		17,79
- 2005	Michael Johansen		17,22
- 2006	Kim Juhl Christensen	17,73
- 2007  Joachim B. Olsen                20,66

## Diskoskast
- 1960	Jørgen Munk Plum		49,74 meter
- 1961	Jørgen Munk Plum		50,35
- 1962	Kaj Andersen		47,81
- 1963	Kaj Andersen		48,38
- 1964	Kaj Andersen		47,21
- 1965	Kaj Andersen		48,00
- 1966	Kaj Andersen		48,30
- 1967	Kaj Andersen		49,27
- 1968	Kaj Andersen		54,10
- 1969	Kaj Andersen		56,90
- 1970	Kaj Andersen		56,35
- 1971	Kaj Andersen		56,58
- 1972	Kaj Andersen		56,74
- 1973	Peder Jarl Hansen		53,06
- 1974	Peder Jarl Hansen		52,09
- 1975	Peder Jarl Hansen		53,42
- 1976	Peder Jarl Hansen		54,63
- 1977	Steen Hedegård		55,77
- 1978	Kjeld Andresen		50,23
- 1979	Kjeld Andresen		55,35
- 1980	Kjeld Andresen		54,34
- 1981	Kjeld Andresen		48,96
- 1982	Kjeld Andresen		51,11
- 1983	Claus Bahrt		49,91
- 1984	Peder Jarl Hansen		53,78
- 1985	Peder Jarl Hansen		51,14
- 1986	Kjeld Andresen		49,03
- 1987	Allan Laursen		47,34
- 1988	Allan Laursen		50,44
- 1989	Claus Lynggård		51,44
- 1990	Claus Lynggård		50,60
- 1991	Jan Cordius		54,84
- 1992	Jan Cordius		53,70
- 1993	Allan Laursen		51,38
- 1994	Brian Møller		53,14
- 1995	Jan Cordius		55,96
- 1996	Brian Møller		53,08
- 1997	Jan Cordius		54,38
- 1998	 Dariusz Slowik		53,28
- 1999	Joachim B. Olsen		53,73
- 2000	Joachim B. Olsen		58,51
- 2001	Joachim B. Olsen		58,80
- 2002	Joachim B. Olsen		55,65
- 2003	Joachim B. Olsen		56,17
- 2004	Martin Roald		51,89
- 2005	Michael Johansen		50,29
- 2006	Peter Berling Dincher	 48,89
- 2007  Joachim B. Olsen        54,88
- 2008	Peter Berling Dincher	52,01
- 2009
- 2010	Peter Berling Dincher	52,46

## Hammerkast
- 1960	Orla Bang		56,20 meter
- 1961	Edgar Wendelboe	53,64
- 1962	Orla Bang		58,78
- 1963	Orla Bang		55,50
- 1964	Orla Bang		58,12
- 1965	Orla Bang		53,81
- 1966	Orla Bang		56,85
- 1967	Orla Bang		59,31
- 1968	Erik Fisker		55,90
- 1969	Orla Bang		59,37
- 1970	Erik Fisker		60,13
- 1971	Erik Fisker		61,24
- 1972	Erik Fisker		60,73
- 1973	Erik Fisker		60,86
- 1974	Flemming Fisker	60,34
- 1975	Erik Fisker		57,84
- 1976	Peder Jarl Hansen	60,60
- 1977	Inget DM
- 1978	Erik Fisker		59,25
- 1979	Erik Fisker		60,04
- 1980	Erik Fisker		58,41
- 1981	Peter Christensen		60,66
- 1982	Peter Christensen		60,18
- 1983	Peter Christensen		60,74
- 1984	Peter Christensen		61,88
- 1985	Per Sabroe		61,92
- 1986	Peter Christensen		59,87
- 1987	Jon Bang		57,10
- 1988	Torben Hansen 59,34
- 1989	Jan Cordius		63,10
- 1990	Jan Cordius		62,54
- 1991	Jan Cordius		64,56
- 1992	Jan Bielecki		67,14
- 1993	Jan Bielecki		66,12
- 1994	Jan Bielecki		68,46
- 1995	Jan Bielecki		72,56
- 1996	Jan Bielecki		73,20
- 1997	Jan Bielecki		69,46
- 1998	Jan Bielecki		71,72
- 1999	Jan Bielecki		71,93
- 2000	Jan Bielecki		73,88
- 2001	Jan Bielecki		73,13
- 2002	Jan Bielecki		74,96
- 2003	Jan Bielecki		70,08
- 2004	Jan Bielecki		72,48
- 2005	Jan Bielecki		68,13
- 2006	Torben Wolf-Jürgensen	 65,93
- 2007  Simon Corlin 64,60

## Spydkast
- 1960	Claus Gad		69,68* meter
- 1961	Claus Gad		72,74*
- 1962	Claus Gad		70,88*
- 1963	Søren Peter Jochumsen		70,59*
- 1964	Søren Peter Jochumsen		68,52*
- 1965	Claus Gad		73,85*
- 1966	Søren Peter Jochumsen		72,30*
- 1967	Allan Roger Hansen		74,15*
- 1968	Kurt Bradal		66,80*
- 1969	Kurt Bradal		69,60*
- 1970	Paul Søby		69,98*
- 1971	Paul Søby		71,72*
- 1972	Kurt Bradal		69,02*
- 1973	Kurt Bradal		72,48*
- 1974	Kurt Bradal		73,29*
- 1975	Karsten Kraglund		70,36*
- 1976	Bent Larsen		72,53*
- 1977	John Solberg		71,78*
- 1978	Bent Larsen		74,03*
- 1979	Bent Larsen		74,51*
- 1980	Bent Larsen		72,50*
- 1981	Bent Larsen		73,02*
- 1982	Jørgen Jelstrøm		81,74*
- 1983	Carsten Bojsen		73,86*
- 1984	Jørgen Jelstrøm		78,07*
- 1985	Kenneth Petersen		81,29*
- 1986	Kenneth Petersen		74,26
- 1987	Kenneth Petersen		67,88
- 1988	Kenneth Petersen		77,14
- 1989	Kenneth Petersen		74,30
- 1990	Arnt Pedersen		76,92
- 1991	Arnt Pedersen		73,08
- 1992	Kenneth Petersen		74,88
- 1993	Kenneth Petersen		73,12
- 1994	Kenneth Petersen		69,18
- 1995	Thomas Jørgensen		71,80
- 1996	Thomas Jørgensen		77,38
- 1997	Kenneth Petersen		69,82
- 1998	Kenneth Petersen		70,22
- 1999	Richard Askholm Knudsen		67,57
- 2000	Richard Askholm Knudsen		72,68
- 2001	Richard Askholm Knudsen		66,93
- 2002	Richard Askholm Knudsen		72,26
- 2003	Richard Askholm Knudsen		71,70
- 2004	Richard Askholm Knudsen		74,15
- 2005	Richard Askholm Knudsen		74,78
- 2006	Lars Møller		72,29
- 2007  Lars Møller             70,86

## Femkamp
- 1960 Andreas Gydesen
- 1961 Finn Sønderlund
- 1962 Andreas Gydesen
- 1963 Finn Sønderlund
- 1964 Preben Olsen
- 1965 Andreas Gydesen
- 1966 Steen Smidt-Jensen
- 1967 Steen Smidt Jensen
- 1968 Klaus Nielsen
- 1969 Svend Jørgensen
- 1970 Svend Jørgensen
- 1971 Svend Jørgensen
- 1972 Steen Smidt-Jensen
- 1973 Finn Malchau
- 1974 Bjarne Ibsen
- 1975 Bjarne Ibsen
- 1976 Jens B. Christensen
- 1977 Bjarne Ibsen
- 1978 Bjarne Ibsen
- 1979 Bjarne Ibsen
- 1980 Max Eriksen
- 1981 Torben Kristiansen
- 1982 Tom O. Jensen
- 1983 Klaus Jacob Jensen
- 1984 Lars Warming
- 1985 Lars Warming
- 1986 Lars Warming
- 1987 Lars Warming
- 1988 Lars Warming
- 1989 Lars Warming
- 1990 Lars Warming
- 1991 Lars Warming
- 1992 Michael Jørgensen
- 1993 Michael Jørgensen
- 1994 Søren W. Johansson
- 1995 Niels Uth
- 1996 Niels Uth
- 1997 Poul Gundersen
- 1998 Niels Uth
- 1999 Niels Uth
- 2000 Henrik Baker
- 2001 Ken Jensen
- 2002 Ken Jensen
- 2003 Anders Black
- 2004 Niels Uth
- 2005 Niels Uth
- 2006 Kristoffer Mikkelsen
- 2007
- 2008
- 2009
- 2010
- 2011
- 2012

## Tikamp
- 1958 John Viggo Jensen
- 1959
- 1960	Finn Sønderlund
- 1961	Finn Sønderlund
- 1962	Finn Sønderlund
- 1963	Søren Viggo Petersen 5459p
- 1964	Søren Viggo Petersen 6607p
- 1965 Preben Olsen
- 1966	Steen Smidt-Jensen 6809p
- 1967	Søren Viggo Petersen
- 1968	Steen Smidt-Jensen
- 1969	Steen Smidt-Jensen
- 1970	Steen Smidt-Jensen
- 1971	Steen Smidt-Jensen
- 1972	Per Ovesen 6237p
- 1973	Steen Smidt-Jensen
- 1974	Erling Hansen 7150p
- 1975	Erling Hansen 7364p
- 1976	Karl Anker Jørgensen
- 1977	Erling Hansen 7074p
- 1978	Erling Hansen 7259p
- 1979  Bjarne Ibsen
- 1980  Karl Anker Jørgensen 7278p
- 1981	Torben Kristiansen
- 1982	Mikkel Sørensen 7107p
- 1983	Morten Blumensaat
- 1984	Mikkel Sørensen 7411p
- 1985	Morten Blumensaat
- 1986	Lars Warming
- 1987	Lars Warming
- 1988	Lars Warming
- 1989	Lars Warming
- 1990	Poul Gundersen 6571p
- 1991	Lars Warming
- 1992	Lars Warming
- 1993	Poul Gundersen 6736p
- 1994	Carsten Bomme 7103p
- 1995	Søren W. Johansson 7154 [1]
- 1996	Thor Rasmussen 7070
- 1997	Niels Uth  6584
- 1998	Poul Gundersen  6632
- 1999	Anders Black  6745
- 2000	Piotr Buciarski 7208
- 2001	Niels Uth 6693
- 2002	Piotr Buciarski 7240
- 2003	Anders Black 7361
- 2004	Anders Black 6466
- 2005	Anders Black 7029
- 2006	Niels Uth 6597
- 2007   Niels Uth 6275
- 2008	Christian Lauge Laugesen 6625
- 2009
- 2010

1. ↑  I 1995 blev Søren W. Johansson taget med en positiv dopingprøve for brug af anabolske steroider det var anden gang og han blev udelukket på livstid.

## Lang cross
- 1960	Thyge Thøgersen		25:38
- 1961	Niels Nielsen	21:21
- 1962	Niels Nielsen		24:19
- 1963	Niels Nielsen		23:01
- 1964	Niels Nielsen		23:55
- 1965	Claus Børsen		25:06
- 1966	Søren Romby Larsen		24:19
- 1967	Steen Svejdahl		25:09
- 1968	Sigfred Kristensen		25:14
- 1969	Sigfred Kristensen		25:27
- 1970	Flemming Kempel		26:56
- 1971	Jørn Lauenborg		22:24
- 1972	Jørn Lauenborg		24:12
- 1973	Gert Kærlin		38:20
- 1974	Gert Kærlin		39:06
- 1975	Gert Kærlin		38:21
- 1976	Allan Zachariasen		38:20
- 1977	Karsten Hald Nielsen		43:35
- 1978	Allan Zachariasen		35:57
- 1979	Jørn Lauenborg		42:25
- 1980	Niels Kim Hjorth		34:02
- 1981	Allan Zachariasen		40:03
- 1982	Allan Zachariasen		41:18
- 1983	Niels Kim Hjorth		40:03
- 1984	Niels Kim Hjorth		39:33
- 1985	Niels Kim Hjorth		47:23
- 1986	Niels Kim Hjorth		41:11
- 1987	Flemming Jensen		39:17
- 1988	Henrik Jørgensen		37:25
- 1989	Henrik Jørgensen		40:35
- 1990	Henrik Jørgensen		37:12
- 1991	Flemming Jensen		37:15
- 1992	Carsten Jørgensen		39:18
- 1993	Kåre Sørensen		39:13
- 1994	Klaus Hansen		36:38
- 1995	Kåre Sørensen		36:03
- 1996	Carsten Jørgensen		33:19
- 1997	Carsten Jørgensen		37:32
- 1998	Carsten Jørgensen		38:02
- 1999	Klaus Hansen		38:33
- 2000	Dennis Jensen		37:40
- 2001	Dennis Jensen		37:10
- 2002	Christian Olsen		32:24:00
- 2003	Robert Kiplagat Andersen		30:19:00
- 2004	Steen Walter		30:51:00
- 2005	Steen Walter		33:36:00
- 2006	Steen Walter		33:47
- 2007 Steen Walter 31:37

kilde: DAF i tal Arkiveret 17. juni 2009 hos  Wayback Machine